# Karim El Ahmadi
Karim El Ahmadi Arrousi (Enschede, 27 gennaio 1985) è un ex calciatore marocchino con cittadinanza olandese, di ruolo centrocampista.

## Caratteristiche tecniche
Apprezzato per capacità in fase di contenimento, agisce prevalentemente lungo l'asse della mediana a protezione della difesa. Pur svolgendo compiti prettamente difensivi, predilige tenere il pallone - peculiarità che gli ha valso il soprannome di Governatore - per dettare i ritmi di gioco, tentando l'assist per i compagni con passaggi precisi.

## Carriera

### Club
Muove i suoi primi passi nelle giovanili del Twente con cui poi disputa 5 anni tra i professionisti, giocando negli ultimi 2 anche nelle coppe europee. Il 16 aprile 2008 il Feyenoord ne annuncia l'ingaggio per cinque stagioni a partire dal 1º luglio seguente, in cambio di 5 milioni di euro. Complice un problema all'inguine, esordisce con la nuova squadra solo a ottobre, nella trasferta europea vinta 2-1 contro il Kalmar, subentrando al 73' al posto di Luigi Bruins.
Il 25 gennaio 2011 passa in prestito all'Al-Ahli negli Emirati Arabi, in modo da permettere alla società olandese di trovare i fondi necessari all'acquisto di un attaccante. Il 2 luglio 2012 firma un triennale con l'Aston Villa. Esordisce in Premier League il 18 agosto contro il West Ham, venendo schierato in campo dal 1'.
Il 1º settembre 2014 torna per la seconda volta al Feyenoord, legandosi alla società olandese per tre anni. Nel 2017 - in seguito al ritiro di Kuyt - viene nominato nuovo capitano della rosa.

### Nazionale

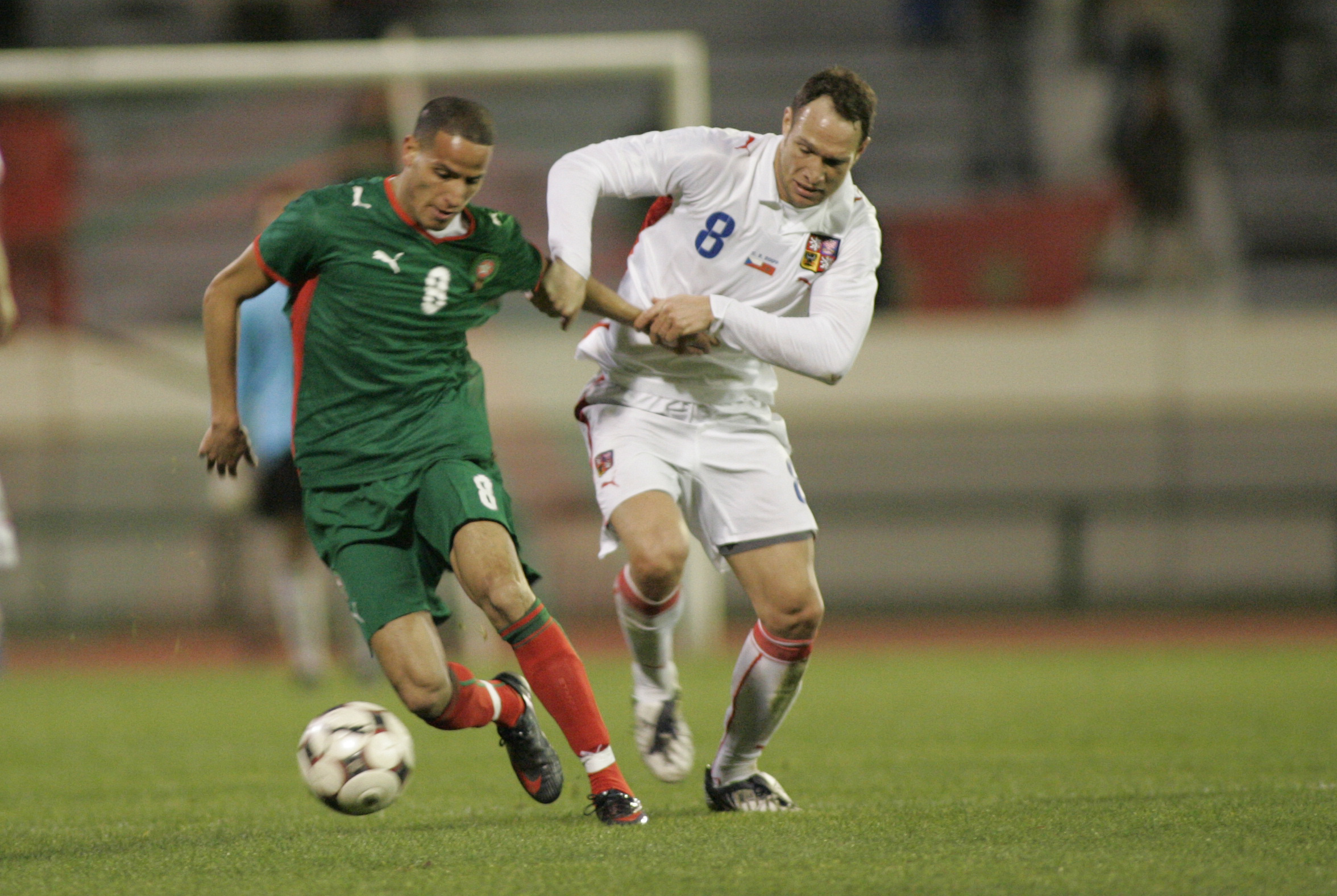
El Ahmadi in azione nella sfida disputata contro la Repubblica Ceca nel 2009.

Esordisce con la selezione marocchina il 19 novembre 2008 in un'amichevole disputata contro lo Zambia a Casablanca. In precedenza aveva preso parte ai Mondiali Under-20 2005, svolti in Olanda.
Nel 2018 viene convocato per i Mondiali da disputare in Russia dove lui risulta essere uno dei veterani del gruppo con alle spalle 10 anni di carriera con la Nazionale nordafricana.

## Statistiche

### Presenze e reti nei club
Statistiche aggiornate al 23 febbraio 2021.
| Stagione           | Squadra            | Campionato         | Campionato | Campionato | Coppe nazionali | Coppe nazionali | Coppe nazionali | Coppe continentali | Coppe continentali | Coppe continentali | Altre coppe | Altre coppe | Altre coppe | Totale | Totale |
| Stagione           | Squadra            | Comp               | Pres       | Reti       | Comp            | Pres            | Reti            | Comp               | Pres               | Reti               | Comp        | Pres        | Reti        | Pres   | Reti   |
| ------------------ | ------------------ | ------------------ | ---------- | ---------- | --------------- | --------------- | --------------- | ------------------ | ------------------ | ------------------ | ----------- | ----------- | ----------- | ------ | ------ |
| 2003-2004          | Twente             | ED                 | 7          | 0          | CO              | 0               | 0               | -                  | -                  | -                  | -           | -           | -           | 7      | 0      |
| 2004-2005          | Twente             | ED                 | 19         | 1          | CO              | 2               | 0               | -                  | -                  | -                  | -           | -           | -           | 21     | 1      |
| 2005-2006          | Twente             | ED                 | 8+4        | 0          | CO              | 1               | 0               | -                  | -                  | -                  | -           | -           | -           | 13     | 0      |
| 2006-2007          | Twente             | ED                 | 22+2       | 2          | CO              | 2               | 0               | Int+CU             | 1+1                | 0                  | -           | -           | -           | 28     | 2      |
| 2007-2008          | Twente             | ED                 | 33+4       | 0          | CO              | 1               | 0               | CU                 | 2                  | 0                  | -           | -           | -           | 40     | 0      |
| Totale Twente      | Totale Twente      | Totale Twente      | 89+10      | 3          |                 | 6               | 0               |                    | 4                  | 0                  |             | -           | -           | 109    | 3      |
| 2008-2009          | Feyenoord          | ED                 | 22+2       | 2          | CO              | 2               | 0               | CU                 | 5                  | 0                  | SO          | 0           | 0           | 31     | 2      |
| 2009-2010          | Feyenoord          | ED                 | 26         | 0          | CO              | 6               | 2               | -                  | -                  | -                  | -           | -           | -           | 32     | 2      |
| 2010-gen. 2011     | Feyenoord          | ED                 | 15         | 0          | CO              | 0               | 0               | UEL                | 1                  | 0                  | -           | -           | -           | 16     | 0      |
| gen.-giu. 2011     | Al-Ahli            | PL                 | 10         | 1          | EEC             | -               | -               | -                  | -                  | -                  | -           | -           | -           | 10     | 1      |
| 2011-2012          | Feyenoord          | ED                 | 31         | 2          | CO              | 2               | 1               | -                  | -                  | -                  | -           | -           | -           | 33     | 3      |
| 2012-2013          | Aston Villa        | PL                 | 20         | 1          | FACup+CdL       | 0+3             | 0               | -                  | -                  | -                  | -           | -           | -           | 23     | 1      |
| 2013-2014          | Aston Villa        | PL                 | 31         | 2          | FACup+CdL       | 0+2             | 0               | -                  | -                  | -                  | -           | -           | -           | 33     | 2      |
| Totale Aston Villa | Totale Aston Villa | Totale Aston Villa | 51         | 3          |                 | 5               | 0               |                    | -                  | -                  |             | -           | -           | 56     | 3      |
| 2014-2015          | Feyenoord          | ED                 | 29+2       | 2          | CO              | 0               | 0               | UEL                | 7                  | 2                  | -           | -           | -           | 38     | 4      |
| 2015-2016          | Feyenoord          | ED                 | 32         | 1          | CO              | 6               | 0               | -                  | -                  | -                  | -           | -           | -           | 38     | 1      |
| 2016-2017          | Feyenoord          | ED                 | 30         | 5          | CO              | 2               | 1               | UEL                | 4                  | 0                  | SO          | 1           | 0           | 37     | 6      |
| 2017-2018          | Feyenoord          | ED                 | 31         | 2          | CO              | 5               | 0               | UCL                | 4                  | 0                  | SO          | 1           | 0           | 41     | 2      |
| Totale Feyenoord   | Totale Feyenoord   | Totale Feyenoord   | 216+4      | 14         |                 | 23              | 4               |                    | 21                 | 2                  |             | 2           | 0           | 266    | 20     |
| 2018-2019          | Al-Ittihad         | SPL                | 24         | 0          | KCC             | 4               | 0               | -                  | -                  | -                  | SA          | 1           | 1           | 29     | 1      |
| 2019-2020          | Al-Ittihad         | SPL                | 26         | 0          | KCC             | 1               | 1               | -                  | -                  | -                  | -           | -           | -           | 27     | 1      |
| 2020-2021          | Al-Ittihad         | SPL                | 16         | 0          | KCC             | 1               | 0               | ACC                | 2                  | 0                  | -           | -           | -           | 19     | 0      |
| Totale Al-Ittihad  | Totale Al-Ittihad  | Totale Al-Ittihad  | 66         | 0          |                 | 6               | 1               |                    | 2                  | 0                  |             | 1           | 1           | 75     | 2      |
| Totale carriera    | Totale carriera    | Totale carriera    | 446        | 21         |                 | 40              | 5               |                    | 27                 | 2                  |             | 3           | 1           | 516    | 29     |

### Cronologia presenze e reti in Nazionale
| Cronologia completa delle presenze e delle reti in nazionale ― Marocco | Cronologia completa delle presenze e delle reti in nazionale ― Marocco | Cronologia completa delle presenze e delle reti in nazionale ― Marocco | Cronologia completa delle presenze e delle reti in nazionale ― Marocco | Cronologia completa delle presenze e delle reti in nazionale ― Marocco | Cronologia completa delle presenze e delle reti in nazionale ― Marocco | Cronologia completa delle presenze e delle reti in nazionale ― Marocco | Cronologia completa delle presenze e delle reti in nazionale ― Marocco |
| Data                                                                   | Città                                                                  | In casa                                                                | Risultato                                                              | Ospiti                                                                 | Competizione                                                           | Reti                                                                   | Note                                                                   |
| ---------------------------------------------------------------------- | ---------------------------------------------------------------------- | ---------------------------------------------------------------------- | ---------------------------------------------------------------------- | ---------------------------------------------------------------------- | ---------------------------------------------------------------------- | ---------------------------------------------------------------------- | ---------------------------------------------------------------------- |
| 19-11-2008                                                             | Casablanca                                                             | Marocco                                                                | 3 – 0                                                                  | Zambia                                                                 | Amichevole                                                             | -                                                                      | 46’                                                                    |
| 11-2-2009                                                              | Casablanca                                                             | Marocco                                                                | 0 – 0                                                                  | Rep. Ceca                                                              | Amichevole                                                             | -                                                                      | 61’                                                                    |
| 31-3-2009                                                              | Lisbona                                                                | Angola                                                                 | 0 – 2                                                                  | Marocco                                                                | Amichevole                                                             | -                                                                      | 63’                                                                    |
| 7-6-2009                                                               | Yaoundé                                                                | Camerun                                                                | 0 – 0                                                                  | Marocco                                                                | Qual. Mondiali 2010                                                    | -                                                                      | 70’                                                                    |
| 20-6-2009                                                              | Rabat                                                                  | Marocco                                                                | 0 – 0                                                                  | Togo                                                                   | Qual. Mondiali 2010                                                    | -                                                                      |                                                                        |
| 12-8-2009                                                              | Rabat                                                                  | Marocco                                                                | 1 – 1                                                                  | Rep. del Congo                                                         | Amichevole                                                             | 1                                                                      | 46’                                                                    |
| 10-10-2009                                                             | Libreville                                                             | Gabon                                                                  | 3 – 1                                                                  | Marocco                                                                | Qual. Mondiali 2010                                                    | -                                                                      | 82’                                                                    |
| 14-11-2009                                                             | Fes                                                                    | Marocco                                                                | 0 – 2                                                                  | Camerun                                                                | Qual. Mondiali 2010                                                    | -                                                                      |                                                                        |
| 11-8-2010                                                              | Rabat                                                                  | Marocco                                                                | 0 – 0                                                                  | Guinea Equatoriale                                                     | Amichevole                                                             | -                                                                      | 81’                                                                    |
| 4-9-2010                                                               | Rabat                                                                  | Marocco                                                                | 0 – 0                                                                  | Rep. Centrafricana                                                     | Qual. Coppa d'Africa 2012                                              | -                                                                      | 75’                                                                    |
| 9-10-2010                                                              | Dar es Salaam                                                          | Tanzania                                                               | 0 – 1                                                                  | Marocco                                                                | Qual. Coppa d'Africa 2012                                              | -                                                                      | 66’                                                                    |
| 17-11-2010                                                             | Belfast                                                                | Irlanda del Nord                                                       | 1 – 1                                                                  | Marocco                                                                | Amichevole                                                             | -                                                                      | 89’                                                                    |
| 9-10-2011                                                              | Marrakech                                                              | Marocco                                                                | 3 – 1                                                                  | Tanzania                                                               | Qual. Coppa d'Africa 2012                                              | -                                                                      | 84’                                                                    |
| 11-11-2011                                                             | Marrakech                                                              | Marocco                                                                | 0 – 1                                                                  | Uganda                                                                 | Amichevole                                                             | -                                                                      |                                                                        |
| 31-1-2012                                                              | Libreville                                                             | Niger                                                                  | 0 – 1                                                                  | Marocco                                                                | Coppa d'Africa 2012 - 1º turno                                         | -                                                                      |                                                                        |
| 15-8-2012                                                              | Rabat                                                                  | Marocco                                                                | 1 – 2                                                                  | Guinea                                                                 | Amichevole                                                             | -                                                                      | 46’                                                                    |
| 13-10-2012                                                             | Marrakech                                                              | Marocco                                                                | 4 – 0                                                                  | Mozambico                                                              | Qual. Coppa d'Africa 2013                                              | -                                                                      | 80’                                                                    |
| 14-11-2012                                                             | Casablanca                                                             | Marocco                                                                | 0 – 1                                                                  | Togo                                                                   | Amichevole                                                             | -                                                                      | 71’                                                                    |
| 8-1-2013                                                               | Johannesburg                                                           | Zambia                                                                 | 0 – 0                                                                  | Marocco                                                                | Amichevole                                                             | -                                                                      | 46’                                                                    |
| 12-1-2013                                                              | Johannesburg                                                           | Namibia                                                                | 1 – 2                                                                  | Marocco                                                                | Amichevole                                                             | -                                                                      | 71’                                                                    |
| 19-1-2013                                                              | Johannesburg                                                           | Angola                                                                 | 0 – 0                                                                  | Marocco                                                                | Coppa d'Africa 2013 - 1º turno                                         | -                                                                      | 82’                                                                    |
| 23-1-2013                                                              | Durban                                                                 | Marocco                                                                | 1 – 1                                                                  | Capo Verde                                                             | Coppa d'Africa 2013 - 1º turno                                         | -                                                                      |                                                                        |
| 7-9-2014                                                               | Marrakech                                                              | Marocco                                                                | 3 – 0                                                                  | Libia                                                                  | Amichevole                                                             | -                                                                      | 64’                                                                    |
| 13-11-2014                                                             | Agadir                                                                 | Marocco                                                                | 6 – 1                                                                  | Benin                                                                  | Amichevole                                                             | -                                                                      | 82’                                                                    |
| 16-11-2014                                                             | Agadir                                                                 | Marocco                                                                | 2 – 1                                                                  | Zimbabwe                                                               | Amichevole                                                             | -                                                                      | 85’                                                                    |
| 28-3-2015                                                              | Agadir                                                                 | Marocco                                                                | 0 – 1                                                                  | Uruguay                                                                | Amichevole                                                             | -                                                                      | 65’                                                                    |
| 5-9-2015                                                               | São Tomé                                                               | São Tomé e Príncipe                                                    | 0 – 3                                                                  | Marocco                                                                | Qual. Coppa d'Africa 2017                                              | -                                                                      | 83’                                                                    |
| 9-10-2015                                                              | Agadir                                                                 | Marocco                                                                | 0 – 1                                                                  | Costa d'Avorio                                                         | Amichevole                                                             | -                                                                      | 85’                                                                    |
| 12-10-2015                                                             | Agadir                                                                 | Marocco                                                                | 1 – 1                                                                  | Guinea                                                                 | Amichevole                                                             | -                                                                      |                                                                        |
| 26-3-2016                                                              | Praia                                                                  | Capo Verde                                                             | 0 – 1                                                                  | Marocco                                                                | Qual. Coppa d'Africa 2017                                              | -                                                                      |                                                                        |
| 29-3-2016                                                              | Marrakech                                                              | Marocco                                                                | 2 – 0                                                                  | Capo Verde                                                             | Qual. Coppa d'Africa 2017                                              | -                                                                      |                                                                        |
| 27-5-2016                                                              | Tangeri                                                                | Marocco                                                                | 2 – 0                                                                  | Rep. del Congo                                                         | Amichevole                                                             | -                                                                      |                                                                        |
| 3-6-2016                                                               | Radès                                                                  | Libia                                                                  | 1 – 1                                                                  | Marocco                                                                | Qual. Coppa d'Africa 2017                                              | -                                                                      |                                                                        |
| 31-8-2016                                                              | Scutari                                                                | Albania                                                                | 0 – 0                                                                  | Marocco                                                                | Amichevole                                                             | -                                                                      |                                                                        |
| 8-10-2016                                                              | Franceville                                                            | Gabon                                                                  | 0 – 0                                                                  | Marocco                                                                | Qual. Mondiali 2018                                                    | -                                                                      |                                                                        |
| 11-10-2016                                                             | Marrakech                                                              | Marocco                                                                | 4 – 0                                                                  | Canada                                                                 | Amichevole                                                             | -                                                                      |                                                                        |
| 9-1-2017                                                               | Al-Ayn                                                                 | Marocco                                                                | 0 – 1                                                                  | Finlandia                                                              | Amichevole                                                             | -                                                                      |                                                                        |
| 16-1-2017                                                              | Oyem                                                                   | RD del Congo                                                           | 1 – 0                                                                  | Marocco                                                                | Coppa d'Africa 2017 - 1º turno                                         | -                                                                      |                                                                        |
| 20-1-2017                                                              | Oyem                                                                   | Marocco                                                                | 3 – 1                                                                  | Togo                                                                   | Coppa d'Africa 2017 - 1º turno                                         | -                                                                      |                                                                        |
| 24-1-2017                                                              | Oyem                                                                   | Marocco                                                                | 1 – 0                                                                  | Costa d'Avorio                                                         | Coppa d'Africa 2017 - 1º turno                                         | -                                                                      | 82’                                                                    |
| 29-1-2017                                                              | Port-Gentil                                                            | Egitto                                                                 | 1 – 0                                                                  | Marocco                                                                | Coppa d'Africa 2017 - Quarti di finale                                 | -                                                                      |                                                                        |
| 24-3-2017                                                              | Marrakech                                                              | Marocco                                                                | 2 – 0                                                                  | Burkina Faso                                                           | Amichevole                                                             | -                                                                      |                                                                        |
| 31-5-2017                                                              | Marrakech                                                              | Marocco                                                                | 1 – 2                                                                  | Paesi Bassi                                                            | Amichevole                                                             | -                                                                      | 64’                                                                    |
| 1-9-2017                                                               | Rabat                                                                  | Marocco                                                                | 6 – 0                                                                  | Mali                                                                   | Qual. Mondiali 2018                                                    | -                                                                      | 85’                                                                    |
| 5-9-2017                                                               | Bamako                                                                 | Mali                                                                   | 0 – 0                                                                  | Marocco                                                                | Qual. Mondiali 2018                                                    | -                                                                      | 77’                                                                    |
| 7-10-2017                                                              | Casablanca                                                             | Marocco                                                                | 3 – 0                                                                  | Gabon                                                                  | Qual. Mondiali 2018                                                    | -                                                                      |                                                                        |
| 11-11-2017                                                             | Abidjan                                                                | Costa d'Avorio                                                         | 0 – 2                                                                  | Marocco                                                                | Qual. Mondiali 2018                                                    | -                                                                      |                                                                        |
| 23-3-2018                                                              | Torino                                                                 | Serbia                                                                 | 1 – 2                                                                  | Marocco                                                                | Amichevole                                                             | -                                                                      | 83’                                                                    |
| 31-5-2018                                                              | Ginevra                                                                | Marocco                                                                | 0 – 0                                                                  | Ucraina                                                                | Amichevole                                                             | -                                                                      | 72’                                                                    |
| 4-6-2018                                                               | Ginevra                                                                | Slovacchia                                                             | 1 – 2                                                                  | Marocco                                                                | Amichevole                                                             | -                                                                      | 83’                                                                    |
| 9-6-2018                                                               | Tallinn                                                                | Estonia                                                                | 1 – 3                                                                  | Marocco                                                                | Amichevole                                                             | -                                                                      | 64’                                                                    |
| 15-6-2018                                                              | San Pietroburgo                                                        | Marocco                                                                | 0 – 1                                                                  | Iran                                                                   | Mondiali 2018 - 1º turno                                               | -                                                                      | 34’                                                                    |
| 20-6-2018                                                              | Mosca                                                                  | Portogallo                                                             | 1 – 0                                                                  | Marocco                                                                | Mondiali 2018 - 1º turno                                               | -                                                                      | 86’                                                                    |
| 25-6-2018                                                              | Kaliningrad                                                            | Spagna                                                                 | 2 – 2                                                                  | Marocco                                                                | Mondiali 2018 - 1º turno                                               | -                                                                      | 22’                                                                    |
| 8-9-2018                                                               | Casablanca                                                             | Marocco                                                                | 3 – 0                                                                  | Malawi                                                                 | Qual. Coppa d'Africa 2019                                              | -                                                                      | cap.                                                                   |
| 13-10-2018                                                             | Casablanca                                                             | Marocco                                                                | 1 – 0                                                                  | Comore                                                                 | Qual. Coppa d'Africa 2019                                              | -                                                                      |                                                                        |
| 16-10-2018                                                             | Mitsamiouli                                                            | Comore                                                                 | 2 – 2                                                                  | Marocco                                                                | Qual. Coppa d'Africa 2019                                              | -                                                                      | cap.                                                                   |
| 16-11-2018                                                             | Casablanca                                                             | Marocco                                                                | 2 – 0                                                                  | Camerun                                                                | Qual. Coppa d'Africa 2019                                              | -                                                                      | 90+4’                                                                  |
| 20-11-2018                                                             | Radès                                                                  | Tunisia                                                                | 0 – 1                                                                  | Marocco                                                                | Amichevole                                                             | -                                                                      | 88’                                                                    |
| 26-3-2019                                                              | Tangeri                                                                | Marocco                                                                | 0 – 1                                                                  | Argentina                                                              | Amichevole                                                             | -                                                                      | 61’                                                                    |
| 12-6-2019                                                              | Marrakech                                                              | Marocco                                                                | 0 – 1                                                                  | Gambia                                                                 | Amichevole                                                             | -                                                                      | 46’                                                                    |
| 16-6-2019                                                              | Marrakech                                                              | Marocco                                                                | 2 – 3                                                                  | Zambia                                                                 | Amichevole                                                             | -                                                                      | 46’                                                                    |
| 23-6-2019                                                              | Il Cairo                                                               | Marocco                                                                | 1 – 0                                                                  | Namibia                                                                | Coppa d'Africa 2019 - 1º turno                                         | -                                                                      | 70’                                                                    |
| 28-6-2019                                                              | Il Cairo                                                               | Marocco                                                                | 1 – 0                                                                  | Costa d'Avorio                                                         | Coppa d'Africa 2019 - 1º turno                                         | -                                                                      | 69’                                                                    |
| 1-7-2019                                                               | Il Cairo                                                               | Sudafrica                                                              | 0 – 1                                                                  | Marocco                                                                | Coppa d'Africa 2019 - 1º turno                                         | -                                                                      | 55’                                                                    |
| 5-7-2019                                                               | Il Cairo                                                               | Marocco                                                                | 1 – 1 dts (1 – 4 dtr)                                                  | Benin                                                                  | Coppa d'Africa 2019 - Ottavi di finale                                 | -                                                                      | 100’ 107’                                                              |
| Totale                                                                 |                                                                        | Presenze                                                               | 66                                                                     |                                                                        | Reti                                                                   | 1                                                                      |                                                                        |

## Palmarès

### Club
- Coppa dei Paesi Bassi: 2

Feyenoord: 2015-2016, 2017-2018
- Campionato olandese: 1

Feyenoord: 2016-2017
- Supercoppa dei Paesi Bassi: 1

Feyenoord: 2017

### Individuale
- Calciatore olandese dell'anno: 1

2017